# Stotnik (Združeno kraljestvo)
Stotnik (izvirno angleško Captain; okrajšava Capt) je višji vojaški čin, ki je v uporabi v Britanski kopenski vojski in pri Kraljevih marinci. Med 1. aprilom 1918 in 31. julijem 1919 je čin uporabljalo tudi Kraljevo vojno letalstvo.
Stotnik je tako nadrejen poročniku in je podrejen majorju. V skladu z Natovim standardom STANAG 2116 čin nosi oznako OF-2; enakovreden je činu poročniku (Lieutenant) v Kraljevi vojni mornarici in Flight Lieutenant (dobesedno Letalski poročnik) v Kraljevem vojnem letalstvu.